# Simply Believe
Simply Believe è il quattordicesimo album in studio della cantante gallese Bonnie Tyler, pubblicato nel 2004.

## Tracce
1. Si demain... (Turn Around) – 3:50
2. Simply Believe – 4:44
3. Si tout s'arrête (It's a Heartache) – 3:24
4. Holding Out for a Hero – 3:56
5. Back in My Arms – 4:29
6. Open Your Eyes – 4:20
7. Here She Comes – 3:16
8. Nobody Better – 4:08
9. If You Were a Woman (And I Was a Man) – 3:59
10. When I Close My Eyes – 4:26
11. It's in the Back of My Mind – 4:47
12. I Want You – 3:57
13. Darlin' – 3:24
14. All Night to Know You – 5:22
15. Driving Me Wild – 4:41

## Classifiche
| Classifica (2004) | Posizione raggiunta |
| ----------------- | ------------------- |
| Belgio (Vallonia) | 25                  |
| Francia           | 18                  |
| Svizzera          | 35                  |